# 雷亚蒂博物馆

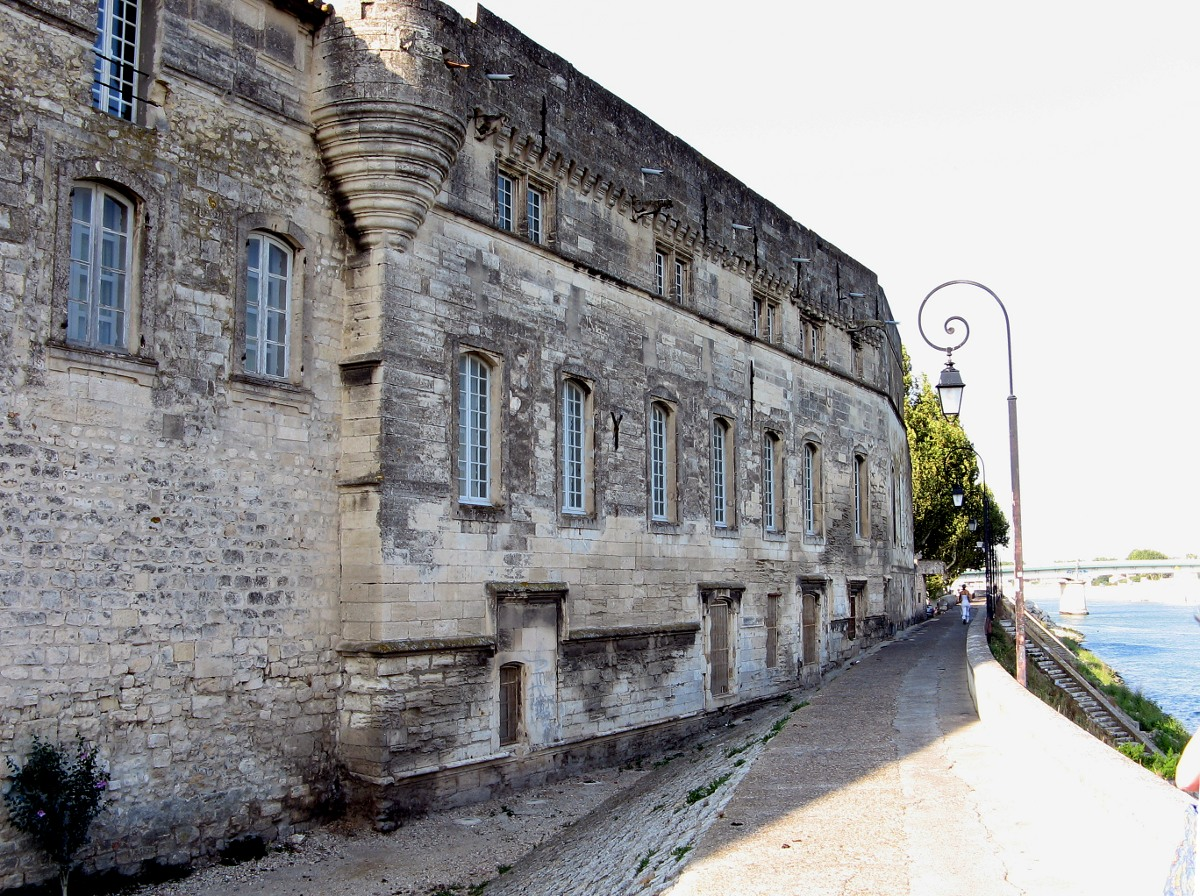
雷亚蒂博物馆

雷亚蒂博物馆（法語：Musée Réattu，發音：[myze ʁeaty]) 是位於法國城市阿尔勒的一座博物館。博物館主要展示有關現代藝術的美術品。

## 外部連結
- 官方网站